# Jerónima Llorente
Jerónima Llorente (Añover del Tajo, 1793-Madrid, 1848) fue una actriz española de la primera mitad del siglo xix.

## Biografía
Nació en 1793 en la localidad toledana de Añover de Tajo, la cual abandonó para cumplir su sueño de ser actriz. Debutó con 15 años en el Teatro del Príncipe, donde dirigida por Juan Grimaldi, llegó a alcanzar gran popularidad en la escena teatral, interpretando personajes de fuerte carácter. Sus grandes logros los alcanzó entre 1835 y 1848 como característica de la compañía de Matilde Díez y Julián Romea, interpretando personajes de Leandro Fernández de Moratín y Bretón de los Herreros. Falleció en 1848, y tiene dedicada una calle en Madrid desde 1887.
Sus restos, procedentes del cementerio de San Sebastián, recibieron nueva sepultura en el Panteón de Hombres Ilustres de la madrileña Sacramental de San Justo en 1934.